# 唐诗

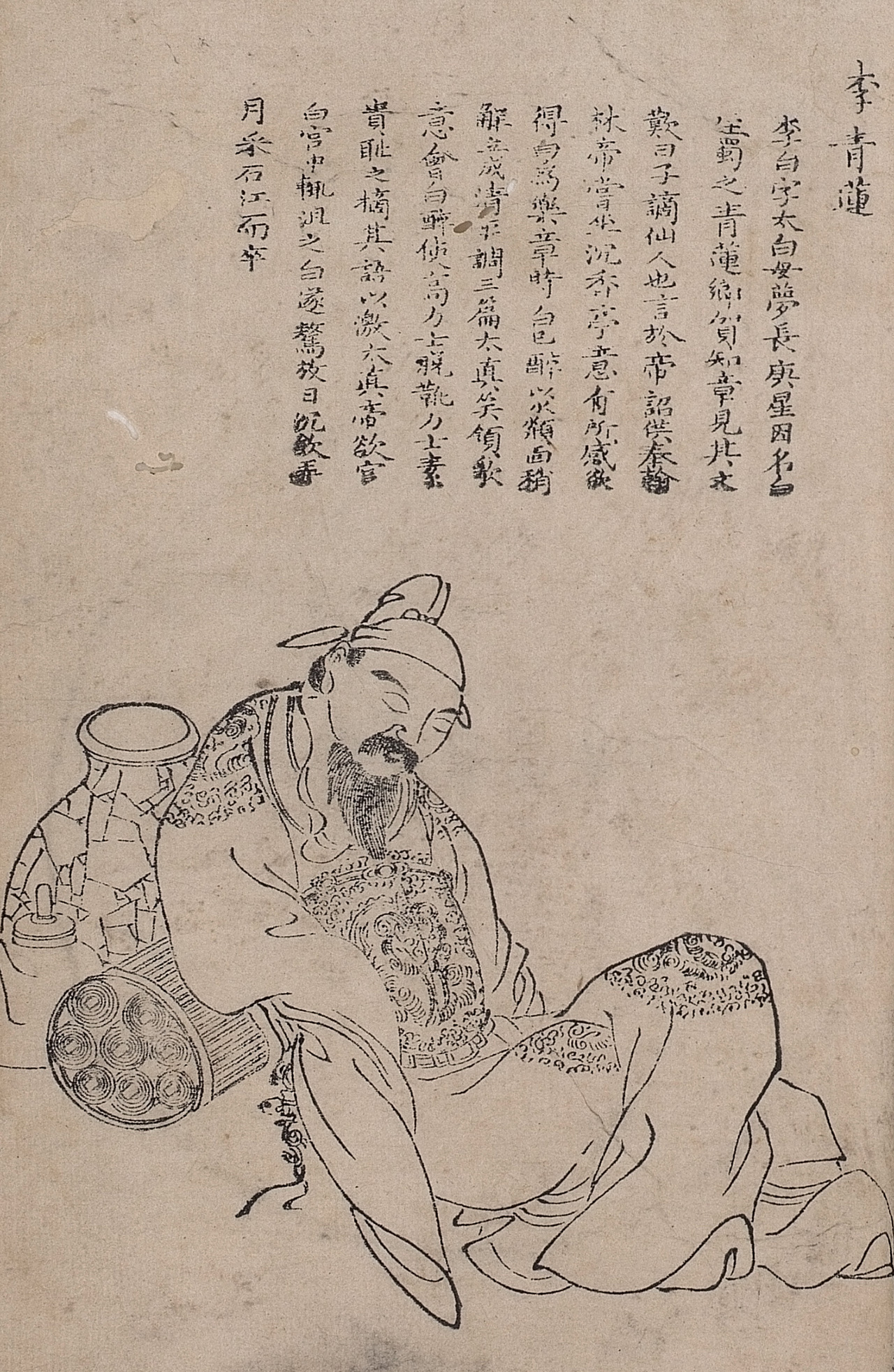
李白為盛唐時期的代表性詩人

唐詩泛指創作於唐代（西元618年~907年）的詩，也可以引申指以唐朝風格創作的詩。唐詩上承魏晉南朝詩，下開宋詩，唐代也被視為中國歷來詩歌發展最盛的黃金時期，因此有與宋詞並舉之說。
唐代以後，唐詩的選本、選集不斷湧現，現今流傳最廣的是蘅塘退士編選的《唐詩三百首》。清朝康熙年間的《全唐詩》整理收錄了二千二百多名詩人超過五萬多首唐詩。

## 興盛原因
中國在魏晉南北朝後，文學的地位獲得提升，上層社會寫詩或創作文學的風氣盛行。而之後的南朝宋齊梁陳，詩之發展更越漸完善、成熟，並為之後唐詩開闊詩的領域與變化奠定基礎。
而唐朝前半期社會安定，經濟富裕，文人來往和百官遊讌，故也使酬唱傳誦蔚為風氣。天寶之亂後，繼以藩鎮之禍，生活流離困苦，鬱結之情亦可用詩歌來抒發。
唐代君主多喜風雅，上好下甚，於是詩歌風靡一代。而且唐代以詩取士，因此詩風非常普遍。
唐詩興起，亦源於詩體的進化，七言古詩及律絕等新詩體在形式、聲律、辭藻各方面都趨於成熟。

## 特色
中國自《詩經》、《楚辭》、漢賦、《樂府》以來一直有作韻文的傳統。《詩經》的詩句多以四字為一句。到了漢樂府字數則比較多變。從漢到魏晉南北朝發展出來的古體詩，有不固定字數的、亦有五言、六言或七言的，但句數不限。隋唐除了承襲了古體詩的體裁，亦同時繼承齊梁的永明體並將之發展完善，成為音律工整協美的近體詩，如四句的絕句和八句的律詩，對押韻、平仄等等格律上有更嚴謹的要求。唐詩所包含的題材多樣化，既有抒發個人情感，亦有深刻反映現實社會的作品，意境深遠，達到了甚高之藝術水平。

## 發展
唐詩大致可分作四个阶段：初唐、盛唐、中唐和晚唐。初唐通常指唐朝建國至唐玄宗之前的約100年，盛唐指唐玄宗至代宗的約50年，中唐是德宗至文宗的約50年，而晚唐則是文宗後期至唐朝滅亡的約70年。實際上階段之間並無嚴格的分界。

### 初唐
「初唐」是唐詩的準備時期，詩歌尚受六朝綺麗詩風影響。主要詩人有王勃、楊炯、盧照鄰和駱賓王等，合稱初唐四傑。而宮廷詩人沈佺期、宋之問亦繼承六朝風格，詩風婉麗優美，並完善近體詩之格律。
而陳子昂是初唐的復古派，倡導革新。他反對六朝文風，追求漢魏風骨，對當時詩歌風氣產生一定影響。
此時律詩體制漸次完成，格式固定下來，五七言絕句地位亦得提高。

### 盛唐
「盛唐」是唐詩的成熟時代，政治安定和社會繁榮，奠定了盛唐的堅實基礎，再經初唐的準備時期，詩歌創作進入成熟期，各體俱備，作品內容充實，風格也多樣性。
山水田園派的王維、孟浩然和儲光羲，描寫退隱生活和田園山水，詩風恬靜清樸，流露濃厚佛道和退隱思想，追求清靜閑適的精神生活，作品以五言為主。
邊塞派的岑參、高適、王昌齡和王之渙，作品以七言為長，描寫邊塞瑰奇風光和軍旅戰爭生活，表現征人離婦的思想感情，詩風奔放雄偉，富於浪漫氣質，以氣象雄渾見長。
「詩仙」李白是浪漫派詩人。作品善於描寫山川風景，創造了藝術的鮮明形象，並具有雄放豁達之性格，李白景仰六朝詩人謝靈運、謝脁，他們的山水詩影響了李白，而李白也詩也受樂府民歌風格影響。
杜甫是社會派詩人，趨向現實主義，取材於政治興亡、社會動亂、戰事徭役、飢餓貧窮和貧富懸殊。詩中有儒家思想，悲天憫人，被尊為「詩聖」。作品眾體兼善，五七言古體、律詩，無所不工。杜甫律詩注重聲律對仗，語言錘鍊，為歷代典範之作，主要風格為沉鬱頓挫。杜甫並開創「即事名篇」的新樂府詩，描寫民生疾苦，下啟中唐新樂府運動。

### 中唐
「中唐」是唐詩的轉折時代，主要文學特徵為浪漫主義精神衰退，現實主義進一步發展和成熟，主要詩人有社會派的張籍、白居易和元稹，新樂府運動成為主要潮流，詩歌題材寫實，用新樂府廣泛描寫社會現況，擴大社會文學範圍，認真汲取過去詩經和樂府歌辭中的創作方法，提高作品的思想性和藝術性。
中唐另有幾位詩人，在風格上別成一派。韓愈、孟郊和李賀為奇險派詩人，韓詩風格剛健激昂,在歷代獲得不少文人推崇，曾被視為僅次李杜的唐代詩人，而孟詩以苦吟風格得名，詩韻清奇而摯情，李賀詩亦以詩新奇而具變化名，有詩鬼之稱。韋應物、柳宗元則是山水田園派詩人，柳宗元山水詩尤峻潔清麗，韋詩清澹高華，格高氣遠，許多論者以為不下王、孟。

### 晚唐
「晚唐」政治日益衰微，在文學創作上亦有所反映。杜牧、李商隱、溫庭筠、許渾為晚唐代表詩人。杜牧長於七言絕句，七律有嶙峋耿介之風。李商隱以七律聞名，詩情婉意深，意韻遠長。溫詩以七言歌行最精，可言唯美文學集大成者，許渾則工於五七律，詩風寧和真摯。
其後皮日休和陸龜蒙是社會派詩人，則以鋒芒銳利的詩歌反映唐末統治階級的腐化。

## 唐诗的影响
不论从题材、体裁，还是风格等方面，唐诗对后代的诗歌创作有重大的影响。唐以後依然有人以古體詩和近體詩的格式創作，在後人的文學之中亦常常引用唐詩作為典故。唐詩和當時的書法、藝術和音樂互相影響，亦和佛教、道教和儒家思想有緊密關係，為研究當時的語言、歷史、宗教和文化提供了重要的資料。在唐朝作詩是科舉考試其中一個考核的項目。除此以外，唐詩亦成為中國重要的文化，無論是文人還是一般平民百姓都會接觸到。唐朝除了影響之後中國的文學和藝術，也繼昭明文選之後，再度影響日本、韓國的詩詞。在十九世紀開始，不少唐詩與昭明文選、玉臺新詠等，被翻譯成歐洲語言。

## 外部連結
- 全唐诗库（页面存档备份，存于）
- 蕭馳：〈問津「桃源」與棲居「桃源」──盛唐隱逸詩人的空間詩學（页面存档备份，存于）〉。